# Leopold Löwenstein
Leopold Löwenstein (1. Dezember 1843 in Gailingen am Hochrhein – 16. Dezember 1923 in Mosbach) war Rabbiner, Historiker und Autor.

## Leben
Leopold Löwenstein war Sohn des Rabbiners Jakob Löwenstein (geboren am 17. August 1799 in Bruchsal; gestorben am 27. Juli 1869 in Tauberbischofsheim) und der Regina geborene Ettlinger (geboren 1806 in Karlsruhe; gestorben 1880). Er wuchs mit zwölf Geschwistern auf. Der Vater war zur Zeit seiner Geburt Bezirksrabbiner in Gailingen.
Löwenstein besuchte das Matthias-Grünewald-Gymnasium in Tauberbischofsheim und danach das Lyzeum in Karlsruhe. Von 1862 bis 1865 studierte er an der Universität Würzburg folgende Fächer: Neuere Geschichte, Philosophie, Literaturgeschichte und Pädagogik. Gleichzeitig besuchte er die Talmudschule des orthodoxen Rabbiners Seligmann Bär Bamberger. Er wurde zum Dr. phil. promoviert.
1865 wurde er Lehrer an der israelitischen Schule in Eisenstadt im Burgenland und war gleichzeitig Schüler der Jeschiwa von Rabbiner Esriel Hildesheimer. 1866/67 war er Lehrer an der Höheren israelitischen Bürgerschule Hamburg und ab 1868 bis 1870 Lehrer in Güstrow. Nachdem Leopold Löwenstein 1871/72 Lehrer in Tauberbischofsheim war, nahm er 1872 die Stelle des Rabbiners in seinem Geburtsort Gailingen an.
Von 1886 bis zu seinem Tod war er Bezirksrabbiner für die Bezirksrabbinate Mosbach, Merchingen und Wertheim. Vor 1907 arbeitete er nebenberuflich für die Redaktion der jüdischen Wochenzeitschrift Der Israelit. Von 1920 bis zu seinem Tod war er Konferenzrabbiner, das heißt Mitglied der Religionskonferenz im Oberrat der Israeliten Badens.
Löwenstein heiratete 1873 Sophie geborene Weihermann (geboren 1849 in Feuchtwangen; gestorben 1921 in Mosbach). Aus dieser Ehe stammen neun Kinder, darunter der als „Joe Loe“ tätige Gebrauchsgrafiker Joel Löwenstein. 
Leopold Löwenstein starb am 16. Dezember 1923 und wurde auf dem jüdischen Friedhof Mosbach bestattet.

## Auszeichnungen
- 1891 Ritterkreuz 1. Klasse des Zähringer Löwenordens
- 1923 Ehrenbürger der Stadt Mosbach

## Werke (Auswahl)
- 1899 bis 1904 Herausgeber der Blätter für jüdische Geschichte und Literatur, Mainz. (Digitalisat)
- seit 1901 Mitarbeit an der Jewish Encyclopedia, New York.
- Geschichte der Juden am Bodensee und Umgebung. Nach gedruckten und ungedruckten Quellen, Gailingen 1879 (Digitalisat)
- Geschichtliche und bibliographische Notizen. In: Magazin für die Wissenschaft des Judenthums. 16 (1889), Nr. 4, S. 259–262.
- Geschichte der Juden in der Kurpfalz: nach gedruckten und ungedruckten Quellen dargestellt. (Beiträge zur Geschichte der Juden in Deutschland, Bd. I) Frankfurt a. M. 1895 (Digitalisat).
- Nathanael Weil: Oberrabbiner in Karlsruhe und seine Familie. In: Beiträge zur Geschichte der Juden in Deutschland, Bd. 2, Frankfurt a. M. 1898 (Digitalisat).
- Geschichte der Juden von der babylonischen Gefangenschaft bis zur Gegenwart; für Schule und Haus. Frankfurt a. M. 1903.
- Licht- und Schattenseiten aus der Geschichte der Juden in Wertheim. Baden-Baden 1907.
- Zur Geschichte der Juden in Fürth, 3 Teile in 1 Band, (Nachdruck der Ausgabe Frankfurt 1909–1913) Hildesheim 1974
- Festpredigten von Großherzoglichen Bezirksrabbiner Dr. L. Löwenstein in Mosbach. Herausgegeben aus Anlass seines 25jährigen Bezirksjubiläums durch die dankbaren Gemeinden seines Rabbinatsbezirks Mosbach, Merchingen, Wertheim. Adelsheim 1912 (Digitalisat).
- Maftēaḥ hā-haskāmōt, index approbationum. Frankfurt a. M. 1923 (Digitalisat).